# بخش استرسبورگ
بخش استرسبورگ (به فرانسوی: Arrondissement de Strasbourg) یک بخش در فرانسه است که در با-رن واقع شده‌است.